# Jöns Andersson i Örstorp
Jöns Andersson i riksdagen kallad Andersson i Örstorp, född 4 februari 1838 i Asmundtorp, Malmöhus län, död 28 mars 1927 i Asmundtorp, var en svensk lantbrukare och politiker.
Andersson var lantbrukare i Örstorp i Skåne. Som riksdagsledamot var han ledamot av andra kammaren 1888-1890 och 1894-1908, invald i Rönnebergs och Harjagers härads valkrets.